# Rüstungsindustrie in Afrika
Die Rüstungsindustrie in Afrika ist in verschiedenen Staaten Afrikas vertreten. Unter den afrikanischen Herstellerländern von leichten Waffen befinden sich Südafrika, Sudan, Simbabwe, Nigeria, Namibia, Uganda, Kenia, Tansania und Ägypten.
Eine besondere Stellung nehmen Südafrika, Ägypten und der Sudan ein, die die 3 größten Produzenten von Waffen sind und eine sehr breite Palette an Waffen anbieten.

## Südafrika
Das größte afrikanische Herstellerland für den Rüstungssektor ist Südafrika, das aus seiner Apartheid-Periode eine technisch-wissenschaftlich fortgeschrittene und vielschichtige Militärindustrie fortführt. Gegenwärtig gibt es in Südafrika rund 700 Rüstungsunternehmen mit 22.500 Beschäftigten (Ende der 1980er Jahre waren es sogar 160.000). Bei den meisten handelt es sich um kleine und mittlere Betriebe. Der zwar offiziell privatisierte und in eine Aktiengesellschaft umgewandelte Konzern Denel befindet sich in Staatseigentum und hat mit seinen fast 11.000 Mitarbeitern in Südafrika einen Marktanteil von über 50 % im Verteidigungssektor.
Die größeren Hersteller von Rüstungsgütern sind in der South African Aerospace Maritime & Defence Industries Association (AMD) organisiert. Hierzu gehören:
- Advanced Materials Technology (AMT) – Importeur von Glasfaser, Aramid, …
- Advanced Technologies and Engineering
- Aerosud (Pty) Ltd – Flugzeugmodernisierung und -Einrichtung, Wartung
- African Defence Systems (Thales Group) – Elektronische Systeme zur Waffensteuerung und Gefechtsführung
- African Non Destructive Testing Centre (Pty) Ltd
- Ansys Integrated Systems (Pty) Ltd
- Aerospace Monitoring and Systems (Pty) Ltd (AMS) – Flug- und Motorüberwachungsgeräte, Flugschreiber
- Armscor – akquiriert Lieferanten für die Streitkräfte, Test und Entwicklung
- Aztec Components (Pty) Ltd – Batterien für Flugzeuge, Torpedos, …
- BAE Land Systems
- BAE Systems
- Boeing International Corporation – Africa
- Bohlabela Wheels (Pty) Ltd
- CCII Systems (pty) Ltd (C²I² Systems) – Radarkonsolen, Informationsmanagementsysteme
- Contactserve (Pty) Ltd – elektronische Bauteile
- Cybersim (Pty) Ltd – Beratung, Logistik, Materialkennzeichnung
- Defencetek (ein Bereich von CSIR) – Entwicklung
- Demco (Pty) Ltd – Minenräumungssysteme
- Denel
  - Denel Aviation – Bau, Umbau und Wartung von Flugzeugen
  - Eloptro – LaserSysteme, U-Boot-Periskope, optische Systeme
  - Kentron – Raketen, UAVs, optische Systeme
  - La Forge – Metallbauteile für Munition und die Autoindustrie
  - LIW – Artilleriesysteme, Geschütztürme
  - Mechem – Minenräumgerät und -Dienstleistungen
  - Naschem – Kanonen- und Mörsermunition
  - Overberg Test Range – Testgelände
  - Pretoria Metal Pressings (PMP) – Munition, industrielle Sprengmittel
  - Somchem – Treibladungsmittel, Sprengköpfe, chemische Produkte
  - Swartklip – Explosivstoffe, Munition, Granaten
  - Vektor – Schusswaffen, auch für den zivilen Bereich
- Emzansi Engineering Consultants – Entwicklung in allen technischen Bereichen
- Epsilon Engineering Services (Pty) Ltd – Zustandsüberwachungssysteme, Bombenflügel, Kanonenbettungen, medizinische Ausrüstung
- GISCOE (Pty) Ltd – Bildauswertung, Missionsplanungssysteme
- Grintek Group Ltd
  - Grintel Telecom
  - Grintek Electronics
  - Grintel Communication Systems (Joint Venture 51 % Grintek/49 % SAAB) – taktische Kommunikationssysteme
  - Grintek Ewation (Pty) Ltd – Joint Venture (55 % Grintek/45 % EADS) – Marke: MRCM
  - Grintek Defence & Technologies Division (Kooperation mit SAAB) – ELINT, ESM, ECM, Warnsysteme gegen Raketen, Radar, Laser
- IFS Defence SA (Pty) Ltd
- Internex
- IST Dynamics
- Land Mobility Technologies
- Lechabile Quality Strategies
- M-Tek – Elektromechanische Komponenten, Videosysteme, Neigungswinkelmesser
- OMC (Pty) Ltd
- Osprey Group
  - Osprey Aerospace (Pty) Ltd – Vertrieb für verschiedene Marken:
    - British Aerospace Defence Military Aircraft – Hawk-Strahltrainer
    - Jetstream Aircraft Limited
    - Avro International Aerospace – BAe 146
    - Martin-Baker – Schleudersitze
    - Swearingen – SJ30
    - Honeywell – Avioniksysteme
    - Kollsman – Instrumente
    - Aerazur – Sicherheitsausrüstung

  - Parachute Industries of South Africa (Pty) Ltd – militärische und zivile Personen- und Lastenfallschirme
- Paramount Logistics – Beschaffung, Integration, Wartung und Finanzierung von Fahrzeugen, Flugzeugen und Ausrüstung
- Parsec (Pty) Ltd – elektronische Bauteile für Militär, Industrie und Telekommunikation
- Reunert Group
  - Reutech Group
    - Fuchs Electronics – Bombenzünder
    - Reutech Radar Systems (RRS) – 2D- und 3D-Radarsysteme, Zielverfolgungssysteme
    - Reunert Defence Logistics (RDI) – Logistische Dienstleistungen und Herstellung von Systemen für die Südafrikanischen Streitkräfte
    - RDI Communications – Funksysteme
- Siemens Ltd – Allgemeine Schiffselektronik (GPS, Zustandsüberwachung)
- Sinjana Engineering CC
- TAU Aerospace (Pty) Ltd
- Tellumat Defence – IFF, Radarhöhenmesser, GPS, (gesicherte) Datenfunkverbindungen, Mikrowellenkommunikation
- Thales Aerospace Business Group (Frankreich)
  - Flightcraft Aviation Systems – South African Advanced Air Traffic Control System (SAAATS)
  - Thales Air Traffic Management – South African Advanced Air Traffic Control System (SAAATS)
- Thales Advanced Engineering (Pty) Ltd – Kommunikationsausrüstung, Videoübertragung und Bildbearbeitung. Thales Advanced Engineering (TAE)[1] ist ein selbstständiges, südafrikanisches Unternehmen, das den Namen Thales lange vor der Umbenennung von Thompson CSF (Frankreich) geführt hat und nicht zur Thales Group gehört.

Weitere Waffenhersteller:
- MGL Milkor Marketing (Pty) Ltd (40-mm-Granatgewehre);
- ARAM (Pty) Ltd (schwere 12,7-mm-Maschinengewehre)
- New Generation Ammunition (Munition)
- Truvelo Armoury Division (Pistolen, Gewehre und Teile für leichte Waffen)

Nach offiziellen Angaben exportiert das Land Rüstungsprodukte in 61 verschiedene Länder, vorwiegend im Nahen Osten und in Afrika.
Weitere Kunden sind:
- Indien, Volksrepublik China, Vereinigte Arabische Emirate, Taiwan, Singapur, Thailand, Kamerun, Chile, Kolumbien, Kuwait, Oman, Peru, Eswatini, Republik Kongo, Botswana, Uganda, Ruanda, Tunesien, Côte d’Ivoire, Kenia, Sambia, Mosambik und Mexiko. Malaysia soll Interesse am Angriffshelikopter Rooivalk bekundet haben.

Im Jahr 2001 gingen insgesamt 32 % der südafrikanischen Waffenexporte nach Afrika, wobei 28 % der Exporte in Afrika auf Algerien entfielen, an das Südafrika unter anderem so genannte UAV-Flugzeuge (unbemannte Aufklärungsflugzeuge) und Kampfhubschrauber des Typs Mil Mi24 Hind sowjetischer Herkunft verkauft. Die restlichen Exporte teilten sich wie folgt auf: 15 % Nahost, 16 % Südasien, 15 % restliches Asien, 16 % Europa, 5 % Amerika und 1 % die Vereinten Nationen (Ausrüstung der Blauhelme).
Nicht alle Länder werden mit demselben System der südafrikanischen Rüstungsindustrie beliefert. Die Exportgesetze für Rüstungsgüter unterscheiden vier Kategorien, die verschiedenen Kontrollbedingungen bei der Ausfuhr unterliegen:
- Category A: Sensitive Major Significant Equipment (SMSE) – Waffen, die eine hohe Anzahl von Opfern und große materielle Schäden verursachen
- Category B: Sensitive Significant Equipment (SSE) – leichte Waffen
- Category C: Non-Sensitive Equipment (NSE) – Systeme, die der Unterstützung bei Kampfhandlungen dienen und selbst keine tödliche Funktion haben (zum Beispiel Logistik- und Telekommunikationssysteme)
- Category D: Non-Lethal Equipment (NLE) – Verteidigungssysteme, wie zum Beispiel Systeme zum Entschärfen von Minen

Einige Länder können nur Systeme der beiden letzten Kategorien (also nicht tödliche Systeme) kaufen, wie zum Beispiel Simbabwe, das bei der letzten Lieferung im Jahr 2000 nur mit Systemen der Kategorie D beliefert wurde.

## Ägypten
Der größte Waffenhersteller in Nordafrika ist Ägypten. Das nordafrikanische Land exportiert auch Waffen in die afrikanischen Länder südlich der Sahara. 1992 wurde zwei Jahre vor dem Völkermord des Jahres 1994 ein Verkaufsvertrag für ägyptische Waffen an die ruandische Regierung unterzeichnet. Der Vertrag, dessen Bezahlung von einer französischen Bank garantiert wurde, umfasste Granatwerfer von 60 bis 82 mm; 16.000 Granaten; Raketenwerfer; Plastiksprengstoff, Anti-Personen-Minen und 3 Millionen Schuss für Handfeuerwaffen.
Zu den Herstellern leichter Waffen in Ägypten gehören:
- Abu Kir Engineering Industries/Factory 10 (Munition für Handfeuerwaffen);
- Al-Ma’asara Company for Engineering Industries (MF 45) (Munition für Handfeuer- und Gefechtsfeldwaffen);
- Arab International Optronic (AIO) S.A.E.;
- Helwan Machine Tools Company / Factory 999 (Granatwerfer);
- Kaha Company for Chemical Industries (MF 270) (Gewehrgranaten und Handgranaten);
- Maadi Company for Engineering Industries (Pistolen, Gewehre, Maschinengewehre, Granatwerfer);
- Sakr Factory for Developed Industries (Panzerabwehrraketen);
- Shoubra Company for Engineering Industries (MF 27) (Munition).
- AOI (gepanzerte Fahrzeuge z. B. Fahd 30);

## Sudan
Nachdem gegen den Sudan wegen des Darfur-Konfliktes ein Waffenembargo der UNO verhängt wurde, begann der Sudan mit chinesischer und iranischer Hilfe seine staatliche Rüstungsfirma Military Industry Corporation (MIC) auszubauen. MIC produziert Munition, Uniformen, Elektronik wie Laserzielerfassungsgeräte, Nachtsichtgeräte, Thermokameras, Feuerleitsysteme, Radarsysteme, GPS-Sender, Kommunikationssysteme, Sturmgewehre, Granatwerfer, Geschütze, Raketenwerfer, Raketen, Bomben, (vermutlich) Luftabwehr- und Panzerabwehrraketen, Granatwerfer, Schützenpanzer, Kampfpanzer, mit Raketenwerfern oder Geschützen bewaffnete Jeeps, (vermutlich) Drohnen, Flugzeuge und Hubschrauber und deckt damit faktisch den gesamten Bedarf einer modernen Armee ab. Im Bereich der Handfeuerwaffen soll der Sudan laut der Schweizerischen NGO „Small Arms Survey“ der „dynamisch wachsenste Markt“ für Handfeuerwaffen sein. Gerade das HK33 wird unter der Bezeichnung „TERAB“ in großen Stückzahlen produziert. Grundsätzlich liefert man in zahlreiche Konfliktherde. So sollen Milizen in Libyen, im Bürgerkrieg in Syrien, im Jemen sowie in weiteren Brennpunkten im Nahen Osten und Afrika mit Waffen beliefert werden.
Insgesamt ist zu sagen, dass die Waffenproduktion im Sudan Jahr für Jahr steigt und man auf dem Weg ist Ägypten und Südafrika in der Produktion von Waffen zu überholen und bereits drittgrößter Waffenproduzent ist. Da der Sudan als Lieferant verschiedenster terroristischer Gruppierungen gilt (gegen Präsident Umar al-Baschir wurde Haftbefehl wegen Völkermordes durch den Internationalen Strafgerichtshofs erlassen), sind die sudanesischen Waffenfabriken immer wieder Ziel ausländischer Militärschläge.

## Simbabwe
Auch Simbabwe hat vom vorherigen Regime (unter dem das Land noch Rhodesien hieß) eine Rüstungsindustrie im Anfangsstadium geerbt. Auf dieser Grundlage entwickelte sich 1984 die Zimbabwe Defence Industries (ZDI). Dieses Unternehmen stellt leichte Waffen, Munition und Minen her. Das Know-how für die Produktion von Sprengstoff und Granaten wurde von Frankreich geliefert, während China im Land eine Waffenfabrik für Infanteriewaffen baute. Zu den Kunden der ZDI gehören Angola (reguläre Streitkräfte und Rebellen der UNITA), sudanesische Rebellen und die Demokratische Republik Kongo. Im Kongo, wo die Truppen Mugabes den kongolesischen Präsidenten Kabila im Tausch gegen die Lieferungen der ZDI unterstützen, ist es Harare gelungen, Konzessionen für den Kauf von 37,5 % der Gécamines, der staatlichen kongolesischen Bergbaugesellschaft, zu erwirken. Vor Ende des Krieges in Angola gab es Gespräche zwischen Luanda und Harare über die Gründung eines gemeinsamen Betriebs zur Herstellung von Waffen. Mit Ende des Krieges scheint die angolanische Regierung das Interesse an dem Unternehmen jedoch verloren zu haben.
Die ZDI stellt leichte Waffen (eine Kopie der israelischen Maschinenpistole vom Typ Uzi und der tschechischen Maschinenpistole Typ CZ Sa 25) und vor allem Munition für diese Waffen (9 mm und 20 mm) und für Granatwerfer (60, 81 und 120;mm), Antipersonen- und Antipanzergranaten her. Zu den offiziellen Kunden Simbabwes gehörten Südafrika, Malawi, Botswana, Tansania und Sambia.

## Uganda
Ebenfalls in Ostafrika verfügt auch Uganda über eine kleine Rüstungsindustrie. In diesem Land gibt es mindestens drei Unternehmen, die Waffen herstellen. Die größte, die Nakasongola Arms Factory, hat chinesische Besitzer (und ist ein so genannter Joint-venture-Betrieb, an dem die Regierung in Peking sowie Fachkräfte und Unternehmer aus China, Nordkorea und Südafrika beteiligt sind). Die Fabrik befindet sich im Verwaltungsbezirk Gulu (wo seit Jahren die Rebellen der Lord's Resistance Army aktiv sind) und stellt leichte Waffen und Minen her, die dann an die burundischen Streitkräfte und an die angolanischen Rebellen der UNITA verkauft werden. Eine weitere Waffenfabrik namens Saracen, die die ugandische Armee beliefert, ist Besitz der Strategic Resources Corporation, hinter der sich die berühmte Executive Outcomes (EO) verbirgt, die es offiziell seit 1999 nicht mehr gibt, von der man aber vermutet, dass sie unter anderem Namen agiert. Ein weiterer Rüstungsbetrieb, die Ottoman Engineering Ltd. ist auf die Herstellung leichter Waffen spezialisiert. Zu den Kunden der ugandischen Rüstungsindustrie gehört die Demokratische Republik Kongo.

## Kenia
In Kenia stellt die Kenya Ordnance Factories Corporation Munition für Pistolen und Sturmgewehre (20.000-60.000 Teile pro Tag) her. Die Fabrik wurde mit Zustimmung der belgischen FN gebaut und im Jahr 2000 eröffnet. Nach Angaben der kenianischen Regierung werden Waffen nur für die eigenen Streitkräfte hergestellt, weshalb keine Exportlizenzen vergeben werden sollen.

## Nigeria
Der einzige Kriegswaffenhersteller in Westafrika ist Nigeria. Die Defence Industries Corporation of Nigeria (DICON) wurde 1964 mit einem entsprechenden Gesetz namens Defence Industries Corporation of Nigeria Act gegründet. Diese Rüstungsindustrie spielte im Sezessionskrieg um Biafra (1968–1970) eine wichtige Rolle. Das Unternehmen, das von einem ausländischen Management verwaltet wurde, meldete 1972 Konkurs an, wonach der deutsche Generaldirektor des Landes verwiesen wurde. Danach machte das Unternehmen in den darauf folgenden Jahren mehrere Höhen und Tiefen durch. Ende der 90er Jahre beschloss die neue Regierung, erneut in die Rüstungsindustrie zu investieren. Deshalb bekam die DICON einen neuen Vorstand und es wurden Verhandlungen mit Russland im Zusammenhang mit dem Technologietransfer eingeleitet.
Das nigerianische Unternehmen beschäftigt derzeit 700 Menschen in Kaduna, wo leichte Waffen und Munition hergestellt werden, während in einer weiteren Fabrik in Bauchi leichte Panzerfahrzeuge gebaut werden. Offiziell sind die hergestellten Waffen ausschließlich für die nigerianische Armee und Polizei bestimmt.
Hergestellt werden unter anderem:
- Nigerian Rifle 1 – Model 7,62 mm (Sturmgewehr, NR 1-7,26 mit britisch-belgischer Lizenz);
- Nigerian Pistol 1 – Model 9 mm (Pistole, NPI 9 mm);
- Maschinenpistole PM 12S Kaliber 9 mm mit Lizenz der italienischen Firma Beretta
- DICON SG 1- 86 Single Barrel Shot Gun;(einläufige Flinte)
- DICON M 36 Handgranate;
- Munition im Kaliber 7,62 × 51 mm NATO und 9 × 19 mm
- Flintenmunition im Kaliber 12